# 暴力の街
『暴力の街』（ぼうりょくのまち）は、1950年（昭和25年）にペン偽らず共同製作委員会が製作し、大映が配給した日本映画。埼玉県本庄町（現在の本庄市）で、第二次世界大戦直後に起きた本庄事件を追及した朝日新聞取材陣が前年に刊行した『ペン偽らず 本庄事件』の映画化である。
第24回キネマ旬報ベスト・テン第8位。

## 概要
本庄事件の舞台となった本庄町の住民も製作に協力し、本庄をロケ地とした数々の映画の先駆けとなった。ロケは、暴力団による妨害を跳ね返して敢行された。
東宝争議の妥結条件として日本映画演劇労働組合東宝支部が受け取った1500万円を資金としたとされる（DVDパッケージによる）。日本映画人同盟と日本映画演劇労働組合の共同製作委員会による製作企画作品であり、組合旗が風に翻る映像がタイトルバックに使われている。配給の大映は、1500万円の製作費の最低保障を条件とする歩合制興業を認めたといわれる。
1949年11月15日、映画専門誌『映画季刊』第4集に「シナリオ ペン偽らず」（八木保太郎、山形雄策）が掲載された。当初、原作の単行本である朝日新聞浦和支局同人著『ペン偽らず 本庄事件』に倣って、『ペン偽らず』のタイトルで製作が進行していた。しかし、最終的に『暴力の街』と改題して完成された。1950年2月26日、大映系映画館で封切りされた。この後、日本映画界のレッドパージが敢行された。
2008年12月21日、本庄・街なか映画館実行委員会によって本庄市内で上映された。

## あらすじ
織物の街「東条町」では、ヤミ取引が横行していた。全国紙『東朝新報』の地元通信部に駐在する北記者は、織物の闇流通を本気で取り締まろうとしない警察や検察庁の怠惰な姿勢を批判し、報道する。
これに憤慨した町会副議長で警察後援組織の役員を務める地域ボスの大西は、検事や警察署長が臨席する検察庁の新庁舎落成の祝賀会で北記者を殴打する。『東朝新報』の通信部を統括する支局長は、川崎記者を東条町に派遣。続いて、支局の記者をかき集めて、東条町内に詰め所を設置する。
やがて若者たちと町内の婦人団体が連絡を取り合い、町政刷新期成会が結成され、町民大会が開催された。

## スタッフ

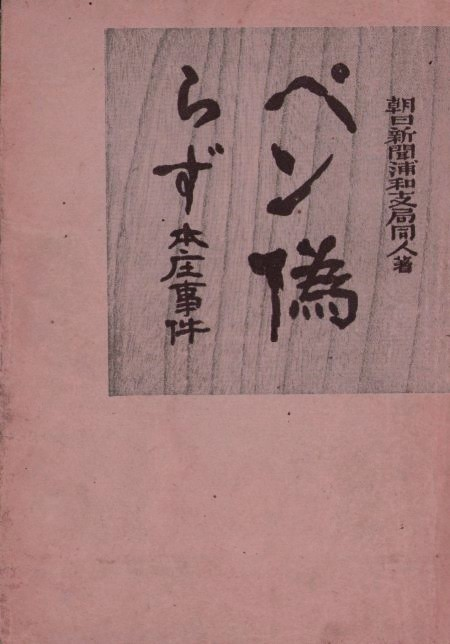
原作となった『ペン偽らず』
（花人社、1949年4月15日発行）

- 製作企画：日本映画演劇労働組合および日本映画人同盟
  - 代表：伊藤武郎、松本酉三
- 原作：朝日新聞浦和支局同人『ペン偽らず 本庄事件』
- 脚色：八木保太郎、山形雄策
- 撮影：植松永吉（日映）
- 音楽：斉藤一郎（大映）
- 主題歌『ペン偽らず』ビクターレコード 詞：佐伯孝夫、曲：飯田信夫、歌：竹山逸郎・服部富子
- 演奏：新世界交響楽団
- 協力：本庄町（埼玉タイムスおよび町民有志）、全国映画サークル協試会、大泉撮影所、日本映画社、松竹大船撮影所、大映東京撮影所、東宝撮影所
- 演出：山本薩夫、丸山誠治、斉藤久、藤原杉雄

## 出演者

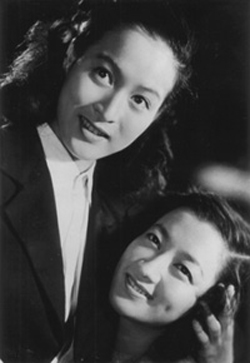
三條美紀と岸旗江

所属会社別、アイウエオ順でクレジットされた

東宝
- 薬屋：石島房太郎
- 小村：大町文夫
- 駒井：河崎保
- ギャング：堺左千夫
- 小山：瀬良明
- ギャング：津田光男
- 市川記者：沼崎勲
- 街の床屋：花沢徳衛
- 細島：深見泰三
- 里見：三田国夫
- 裸の男：望月伸光
- 田島の姉：有山みどり
- 春枝：岸旗江
- キネ：戸田春子
- 金物屋の妻：原ひさ子

大映
- 上海のトシ：植村謙二郎
- 高田の父：河原侃二
- 配役不明：斎藤紫香
- 三平：白川博
- マユ屋：杉森麟
- 渡辺：中條静夫
- 高田修一：根上淳
- 尾崎記者：船越英二
- 井上：槇俊夫
- 配役不明：見明凡太朗
- 相沢記者：宮崎準
- 福原：山口勇
- 若い母：小林美保
- 狩野の妻：佐々木けい子
- 北の妹タヅ子：三條美紀
- 田島の妹：関千恵子
- 宮野トキ：平井岐代子

松竹
- 田島：安部徹
- 鈴木：大坂志郎
- 増山記者：神田隆
- 町民：川村禾門
- 野瀬：北原繁
- 宿の主人：殿山泰司
- 泉山署長：奈良真養
- 配役不明：長尾敏
- 北記者：原保美
- 田宮：増田順司
- 猪野：山内明
- 配役不明：槙芙佐子

フリー
- 川崎記者：池部良
- 夏目記者：宇野重吉
- 配役不明：佐々木孝丸
- 島脇記者：嵯峨善兵
- 佐川支局長：志村喬
- 岡野：清水将夫
- 戸上検事：滝沢修
- 山本：多々良純
- 駒井の母：小峰千代子
- 北の母親：英百合子

第一協団
- 配役不明：浅田健三
- 榎本記者：河野秋武
- 鈴鹿：清水元
- 峯：谷晃
- 大西：三島雅夫

新協劇団
- 次郎：大森義夫
- 労組代表：島田屯
- 善次：下條正巳
- 配役不明：伊達信

俳優座
- 佐々木記者：永田靖
- 松野記者：松本克平

演技協社
- 久我老人：高堂国典

現代劇場
- 三平の母：本間文子

## 国会答弁
本作は国会の法務委員会などで3度引き合いに出された。
1950年3月14日の参議院地方行政委員会で、本作を見た日本社会党の吉川末次郎議員の紹介として、緑風会の岡本愛祐委員長が3月16日に警視庁の映写室での映画上映の案内をしている。
1950年4月11日の参議院法務委員会では『暴力の街』の内容について答弁がなされている。革新系無所属の羽仁五郎議員が「警察官は大体いわゆる有力者と親しくなり、そして人民に対してはお威張りになるという風はまあ昔からあつたのです。例えば総監は最近市中で上映された『暴力の街』という映画を御覧になりましたか」と当時の田中栄一警視総監に質問したところ、これに対して、警視総監は「あれは映画で……非常に誇張化して（あり）……あの映面は非常に今の日本の警察を侮辱したものだという感じを持つております（。）……少くとも全国の警察はああいつた『暴力の街』のような警察ではないと思つております（。）……ああした映画を見せて貰うということは、警察に対する国民の認識を非常に誤まらしめるものだという私は考えをもつておりますから、もう少し映画も正しく警察を見て頂きたい。……ああいつた映画は、本当に警察の職務を正しく認識して下さる方があつたならば、あの映画は実に警察官の士気を非常に低下させるものだとして、非常に残念に考えております。まあ、委員は非常にあの映画について感心されておりますが、私共といたしましては、本当に正しく警察を認識して頂くような立派な文化を作つて頂きたいと、こういうふうに思つております。」と答えた。 
1951年1月31日の衆議院決算委員会で、民主自由党の渕通義議員は「私は実は本日の決算委員会に出まして、特に警察問題自治警察、こういつた問題にからむところの……問題をいろいろ聽取しておりますと、非常に重大な問題でありまして、これは特に……責任ある方の出席を求めて……質問しなければ、日本の今日の警察が、これじやボス的政治の道具に使われるということは、共産党の諸君が申すのみならず、私自身もそれを深く考えている一人でございまして、各地方をまわりますと、『暴力の街』という映画もあつたごとく、この問題がすべてを不明朗にしている根本原因であると思いますので、特に警察の問題につきまして深く掘り下げて質問をいたしたいと思います」と、『暴力の街』に言及した。